# Campeonato Pan-Americano de Futebol de 1956
A segunda edição do Campeonato Pan-Americano de Futebol foi disputada na Cidade do México, entre 26 de fevereiro e 18 de março. A Seleção Brasileira, representada por atletas de clubes gaúchos, sagrou-se bicampeã da competição.
No segundo jogo, contra o Peru, o Brasil vencia por 1 x 0, mas o adversário dominava o jogo no segundo tempo. O massagista Moura entrara para atender Ênio Rodrigues e ainda estava próximo à baliza do Brasil. O atacante peruano Félix Castilho driblou três defensores brasileiros na área e estava diante do goleiro Sérgio para marcar. Moura, da linha de fundo, simplesmente lançou sua maleta nas pernas do atacante, que tombou, frustrando a marcação do gol. Houve briga, socos, pontapés, interrupção da partida. Moura foi expulso, mas o fato inusitado tirou o ímpeto da equipe peruana e o 1 x 0 ficou no placar.
O troféu foi roubado junto com a Taça Jules Rimet. Segundo inquérito aberto pela polícia do Rio de Janeiro, foram derretidas.

## Seleção Gaúcha
O Brasil se fez representar pela Seleção Gaúcha, formada por atletas do Grêmio, Internacional, Renner, Floriano, Cruzeiro, Nacional, Força e Luz, Juventude, Aimoré e Pelotas.
Atletas: Valdir, Sérgio, Paulinho, Oreco, Figueiró, Florindo, Airton, Ênio Rodrigues, Ortunho, Duarte, Odorico, Sarará, Jerônimo, Ênio Andrade, Milton, Luizinho, Hercílio, Bodinho, Larry, Juarez, Chinesinho, Raul Klein;
Dirigente - Saturnino Vanzelloti, Treinador - Teté, Massagistas - Moura e Biscardi, Médico - Derly Monteiro, outros - Chicão, Miguel Lardiez;

## Tabela
| 26 de fevereiro | México      | 1 - 1 | Costa Rica  | Olímpico Universitário, Cidade do México                                    |
| 12:00 (UTC-6)   | Gol marcado |       | Gol marcado | Árbitro: Alfredo Rossi Auxiliares: Alberto da Gama Malcher e Claudio Vicuña |

| 28 de fevereiro | Argentina | 0 - 0 | Peru | Olímpico Universitário, Cidade do México |
| 20:30 (UTC-6)   |           |       |      | Árbitro: Alberto da Gama Malcher         |

| 1º de março   | Brasil                        | 2 - 1 | Chile       | Olímpico Universitário, Cidade do México                         |
| 20:30 (UTC-6) | Luizinho 13' · Raul Klein 67' |       | Robledo 71' | Árbitro: Alfredo Rossi Auxiliares: Danilo Alfaro e Ramiro García |

| 4 de março    | México | 0 - 2 | Peru                               | Olímpico Universitário, Cidade do México |
| 20:30 (UTC-6) |        |       | Tito Drago 44' · Gomez Sanchez 70' | Árbitro: Alberto da Gama Malcher         |

| 6 de março    | Argentina                                             | 4 - 3 | Costa Rica                              | Olímpico Universitário, Cidade do México |
| 18:30 (UTC-6) | Gol marcado · Gol marcado · Gol marcado · Gol marcado |       | Gol marcado · Gol marcado · Gol marcado |                                          |

| 6 de março    | Brasil    | 1 - 0 | Peru | Olímpico Universitário, Cidade do México                           |
| 18:30 (UTC-6) | Larry 41' |       |      | Árbitro: Alfredo Rossi Auxiliares: Danilo Alfaro e Fernando Buergo |

| 8 de março | Costa Rica              | 2 - 1 | Chile          | Olímpico Universitário, Cidade do México |
|            | Herrera 27' · Monge 78' |       | Hormazábal 33' | Árbitro: Alberto da Gama Malcher         |

| 8 de março | Brasil                      | 2 - 1 | México         | Olímpico Universitário, Cidade do México                          |
|            | Bodinho 17' · Bravo 73' (C) |       | Del Aquila 56' | Árbitro: Claudio Vicuña Auxiliares: Danilo Alfaro e Alfredo Rossi |

| 11 de março | Argentina                    | 3 - 0 | Chile | Olímpico Universitário, Cidade do México |
|             | Macchio 39' 65' · Sivori 49' |       |       | Árbitro: Alberto da Gama Malcher         |

| 13 de março | Brasil                                        | 7 - 1 | Costa Rica  | Olímpico Universitário, Cidade do México |
|             | Larry 7' 37' 51' 74' · Chinesinho 12' 63' 82' |       | Cordero 53' | Árbitro: Claudio Vicuña                  |

| 13 de março | México | 0 - 0 | Argentina | Olímpico Universitário, Cidade do México |
|             |        |       |           | Árbitro: Alberto da Gama Malcher         |

| 15 de março | Peru                      | 2 - 2 | Chile                     | Olímpico Universitário, Cidade do México |
|             | Gol marcado · Gol marcado |       | Gol marcado · Gol marcado |                                          |

| 17 de março | Costa Rica                                               | 4 - 2 | Peru                       | Olímpico Universitário, Cidade do México |
|             | Murillo 17' · Herrera 23' · Cuty Monge 43' · Montero 86' |       | Salinas 55' · Seminaro 62' | Árbitro: Fernando Buergo                 |

| 17 de março | México          | 2 - 1 | Chile     | Olímpico Universitário, Cidade do México |
|             | Calderón 3' 19' |       | Telio 43' |                                          |

| 18 de março | Brasil                            | 2 - 2 | Argentina               | Olímpico Universitário, Cidade do México                            |
|             | Chinesinho 24' · Ênio Andrade 58' |       | Yúdica 36' · Sivori 85' | Árbitro: Claudio Vicuña Auxiliares: Fernando Buergo e Ramiro García |

## Classificação final
| Pos. | País       | P | J | V | E | D | GP | GC | SG |
| ---- | ---------- | - | - | - | - | - | -- | -- | -- |
| 1    | Brasil     | 9 | 5 | 4 | 1 | 0 | 14 | 5  | 9  |
| 2    | Argentina  | 7 | 5 | 2 | 3 | 0 | 9  | 5  | 4  |
| 3    | Costa Rica | 5 | 5 | 2 | 1 | 2 | 11 | 15 | -4 |
| 4    | Peru       | 4 | 5 | 1 | 2 | 2 | 6  | 7  | -1 |
| 5    | México     | 4 | 5 | 1 | 2 | 2 | 4  | 6  | -2 |
| 6    | Chile      | 1 | 5 | 0 | 1 | 4 | 5  | 11 | -6 |